# 奧里克 (密蘇里州)
奧里克（英語：Orrick）是位於美國密蘇里州雷縣的城市。

## 人口
根據2020年美國人口普查的數據，奧里克的面積為3.46平方千米，皆為陸地。當地共有人口753人，而人口密度為每平方千米218人。